# یوآنا بورمان
یوآنا بورمان (۱۰ سپتامبر ۱۸۹۳ – ۱۳ دسامبر ۱۹۴۵) زندانبانی اهل پروس خاوری بود که از سال ۱۹۳۸ به بعد در چندین اردوگاه کار اجباری نازی‌ها کار می‌کرد و پس از محاکمه در دادگاه در سال ۱۹۴۵ به عنوان جنایتکار جنگی در هاملن، نیدرزاکسن، آلمان اعدام شد.

## دادگاهی و اعدام
بورمان در جلسه دادگاهی خود گفت که در سال ۱۹۳۸ «برای به دست آوردن درآمد بیشتر» به نیروهای کمکی اس‌اس پیوست. او نخست در اردوگاه کار اجباری لیختنبورگ در زاکسن تحت فرماندهی یانه برنیگاو با ۴۹ زن دیگر از نیروهای اس‌اس خدمت کرد.
در سال ۱۹۳۹، او به عنوان ناظر بر خدمه کار در اردوگاه تازه‌تاسیس زنان راونسبروک در نزدیکی برلین گماشته شد. در مارس ۱۹۴۲، بورمان یکی از معدود زنانی بود که برای نگهبانی در آشویتس در لهستان اشغالی گزیده شد. وی قد کوتاهی داشت و به بی‌رحمی شهرت داشت. قربانیان او را «ویزل» (راسو) و «زن همراه با سگان» می‌نامیدند. در اکتبر ۱۹۴۲، بورمان به عنوان آوفزرین (Aufseherin: زندانبان ارشد) به آشویتس-برکناو رفت. سرپرستان وی شامل ماریا مندل، مارگوت درشل و ایرما گرزه بودند. بورمان سرانجام به بودی منتقل شد که اردوگاهی جانبی بود و در آن وی به رفتار بد خود با زندانیان ادامه داد.
در ۱۹۴۴، با افزایش تلفات آلمان، بورمان به اردوگاهی جانبی در هیندنبورگ (امروز زابژه، لهستان) در سیلزی منتقل شد. در ژانویه ۱۹۴۵، او به راونسبروک بازگشت. در ماه مارس، او به آخرین پست خود، برگن-بلزن، نزدیک تسله رسید، جایی که زیر نظر یوزف کرامر، ایرما گرزه و الیزابت فولکنرات (که پیشتر همه با او در برکناو خدمت کرده بودند) خدمت کرد. در ۱۵ آوریل ۱۹۴۵، نیروی زمینی بریتانیا برگن-بلزن را با بیش از ۱۰ هزار جسد و ۶۰ هزار زندانی پیدا کرد. آزادکنندگان تمام خدمه اس‌اس را ناچار کردند که کشته‌ها را دفن کنند.
بورمان بعدها زندانی و توسط ارتش بریتانیا بازجویی شد. وی سپس در دادگاه بلزن، که از ۱۷ سپتامبر ۱۹۴۵ تا ۱۷ نوامبر ۱۹۴۵ به طول انجامید، دادگاهی شد. دادگاه شهادت‌های مربوط به قتل‌هایی را که وی در آشویتس و بلزن مرتکب شده بود، شنید؛ از جمله توصیف هنگامه‌هایی که وی ژرمن شپرد «بد و بزرگ» خود را به جان زندانیان می‌انداخت. او مجرم شناخته شد و در ۱۳ دسامبر ۱۹۴۵ به همراه گرزه و فولکنرات به دار مجازات آویخته شد. اعدام‌گر وی، آلبرت پیرپوینت، بعدها گفت:
او در حالی که پیر و فرتوت به نظر می‌آمد از دالان به سوی ما آورده شد. او حدود ۴۲ سال داشت (سن حقیقی وی ۵۲ سال بود)، و قدش بالاتر از پنج فوت (۱۵۲ سانتی‌متر) نبود. هنگامی که بر سکوی اعدام قرار گرفت داشت می‌لرزید. به آلمانی گفت: «احساسات خودم را دارم.»